# Isabel Martínez Blaya
Isabel Martínez Blaya   (la Vall d'Uixó, 1914 - Castelló de la Plana, 18 de març de 1989) fou una feminista, miliciana antifeixista i política valenciana. Amb la instauració de la democràcia en Espanya, arribà a ser secretaria dels Serveis Socials del Comité Executiu Local del PSPV-PSOE a Castelló.

## Biografia
Isabel Martínez Blaya era natural de la Vall d'Uixó, vivia al carrer de Guzmán el Bueno, 7. Des de ben jove va estar vinculada a la política, com a membre de les Joventuts Socialistes Unificades (JSU). Aquestes van nàixer per la fusió de les joventuts socialistes i comunistes, i formalment foren fundades el març de 1936. Al començament de la guerra, i quan tenia 22 anys, Isabel es va inscriure com a miliciana per anar a combatre al front de Terol, amb la Columna Matteoti. Junt a una altra companya també de la mateixa localitat, Rosa Fenollosa, manifesten la seua disposició a empunyar el fusell per combatre el feixisme, i es neguen a inscriure's com a infermeres en el servei sanitari, ja que no volen ser relegades a cap mena de feina discriminatòria pel fet de ser dones. Decidides, marxaran al front, després de participar prèviament en exercicis de tir amb bons resultats.
Un temps més tard, quan a les dones se'ls prohibeix seguir en el front com a milicianes, la trobem vivint a Castelló, al carrer de Dolores Ibárruri, 60 (actualment el carrer de Cavallers). Allí formava part del Comitè Provincial de les JSU, des del qual va impulsar la creació de l'organització juvenil antifeixista Unió de Xiques. Aquesta va nàixer a Madrid el maig de 1937 de la mà de les JSU, amb l'objectiu d'unificar tota la joventut femenina d'esquerres i capacitar-la activament per ajudar el govern del Front Popular a guanyar la guerra. A Castelló, el secretariat provincial es va constituir baix la presidència de Milagros Segarra; Isabel Martínez ocuparia el càrrec de secretaria d'Organització, mentre que les seccions d'Agitació i Propaganda, Cultura, Esports, Ajuda, Camp i Producció, i Administrativa quedaven formalitzades sota la direcció d'Emilia Betoret, Clara Díaz, Pepa Perona, Teresa Vives, Lola Mañá i Vicenta Navarro, respectivament. La majoria d'aquestes eren militants de les JSU.
Una de les activitats on Isabel Martínez va participar més, assumint a vegades les tasques de presidenta, va ser en l'organització de les dones evacuades que venien de molts llocs d'Espanya. Aquestes dones solien venir amb familiars al seu càrrec i sense feina. Isabel s'encarregava de buscar-los treball i de denunciar la reticència de molts homes, temorosos que una volta la guerra acabés no pogueren recuperar els llocs de treball que anaven ocupant les dones. Eren moltes les ocasions en les quals obstaculitzaven l'entrada de les dones als diferents llocs de treball.
En una entrevista de premsa, Isabel es manifestava al voltant de la incorporació de les dones al treball a Castelló en aquests termes: «Crec que tot depèn de les direccions dels sindicats. Aquestos diuen que no estem capacitades. Açò és just fins a cert punt, els sindicats han de prendre mesures per organitzar, mitjançant l'aprenentatge intensiu, o escoles adequades, la capacitació ràpida de milers de dones per a aquells treballs més necessaris en aquests moments. Com a exemple que açò que propugnem és factible, tenim el dels cursets de mecànica que es van desenvolupar a l'estiu últim, on van eixir unes cinquanta o seixanta dones que avui estan donant un magnífic rendiment a les nostres fàbriques de guerra, suplantant els homes. També els cursets d'automobilisme que avui estan celebrant-se en diferents llocs, i que facilitaran la preparació de moltes dones xoferes» (Heraldo de Castellón, 1938). Quant al salari de les dones, també opinava amb idees molt clares: «considere que el salari de la dona, si ocupa el mateix lloc d'un camarada a qui substitueix, ha de ser igual que el d'aquell camarada» (Heraldo de Castellón, 1938).
Lamentablement, la victòria dels feixistes a la Guerra Civil, suposaria la paralització dels projectes emancipadors de les dones, que com Isabel Martínez Blaya, van lluitar de forma permanent, primer com a miliciana al front, després en organitzacions polítiques com les JSU, i de gènere com Unió de Xiques. Experiències que enriquien la seva pròpia consciència feminista i servien de vector de transmissió cap a altres dones que començaren a qüestionar-se el paper social assumit. Com milers de dones, va veure frustrades per la força de la repressió cada una de les aspiracions que un dia es va proposar.
Els primers anys del franquisme va estar empresonada a l'antic convent de la Misericòrdia, a Borriana, amb la seua amiga Maria Rosa Fenollosa i altres dones republicanes. El 1940 fou condemnada a trenta anys de reclusió per adhesió a la rebel·lió i traslladada a la presó de Saturraran, a Mutriku. Posteriorment, tornà a ser traslladada a la Presó Reformatori Especial de Dones de Santa Maria del Puig, de València. L'any 1945 va ser alliberada.
El seu nom apareix a la llista de la candidatura del PSOE a l'Ajuntament de Castelló de la Plana en les primeres eleccions municipals que van tindre lloc després del fanquisme, i també a les de l’any 1983, pel mateix partit, en el vint-i-quart lloc.
A la I Assemblea de militants de l’agrupació local socialista de Castelló, i baix la seua presidència, es va constituir el 1984 la comissió «Mujer y Socialismo».
El seu espòs fou Fernando Flors Goterris, i amb ell va tindre tres fills: Fernando, Maribel i Alicia. Va morir als 74 anys el 18 de març de 1989 a Castelló de la Plana i la seua tomba es troba al cementeri de Sant Josep.